# Casa Masó
La Casa Masó es la casa natal del arquitecto Rafael Masó i Valentí. Situada en el número 29 de la calle Ballesteries de Gerona, guarda la memoria de varias generacions familiares y es un símbolo del desarrollo del Novecentismo en Gerona. Desde 2006 es la sede de la Fundació Rafael Masó.

## Introducción

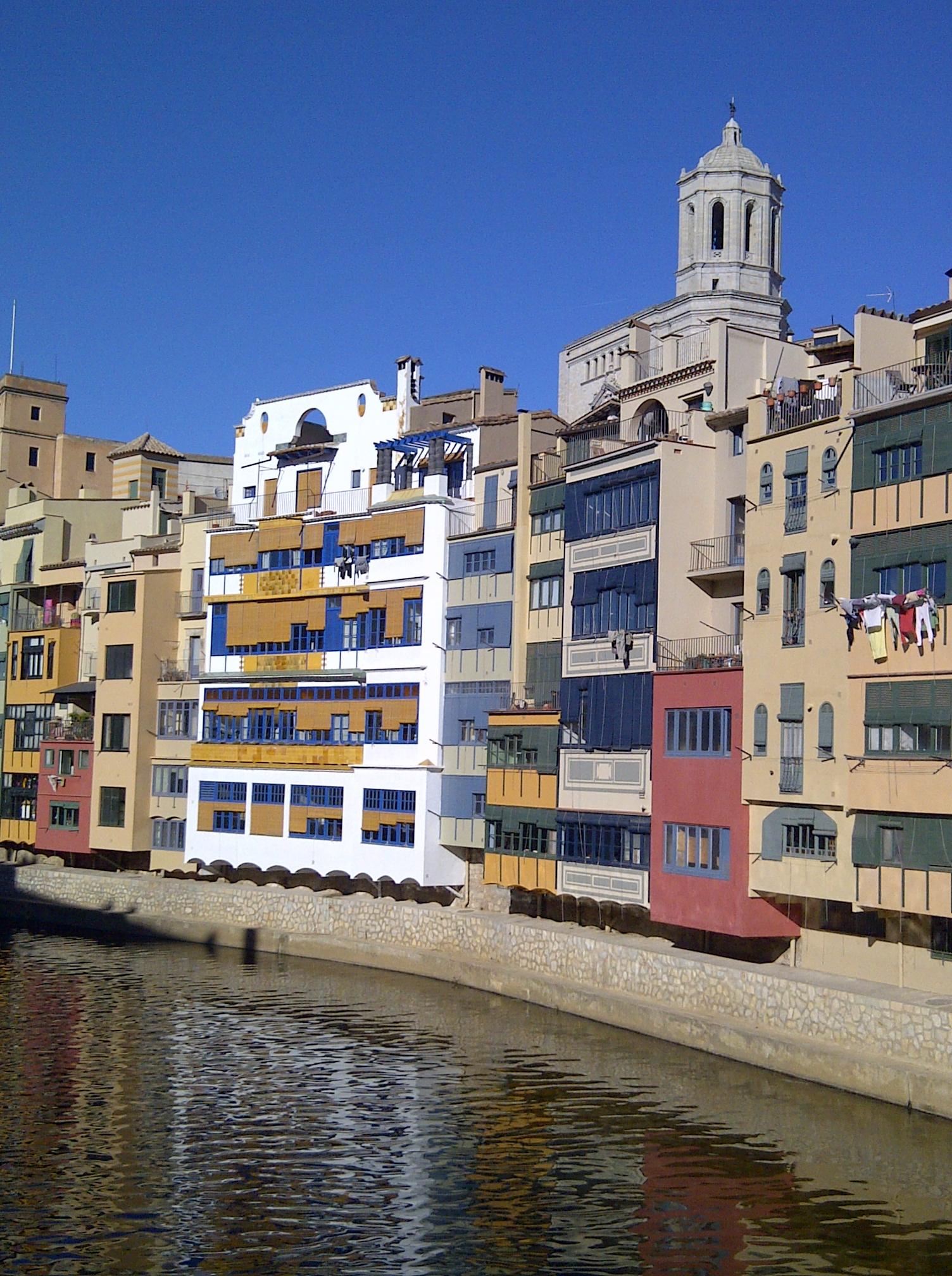
Fachada de la Casa Masó desde el río Onyar, reconocible por sus colores blanco, azul y amarillo.

A partir de 1910, la casa experimentó las primeras intervenciones y reformas del arquitecto, que había obtenido el título en 1906 en Barcelona. Podemos encontrar objetos y mobiliario diseñado por el arquitecto para complacer a sus padres en fechas señaladas: tapetes, edredones, lámparas, jardineras, etc. A partir de 1911 Rafael Masó recibió el encargo, de su padre, para reformar totalmente la casa y adecuarla a las necesidades de una familia numerosa. 
Rafael Masó aprovechó esta intervención para dar a la casa un aspecto más noble y señorial, de acuerdo con el ascenso social de la familia. Para conseguir su objetivo utilizó elementos de la tradición arquitectónica catalana

## Cronología

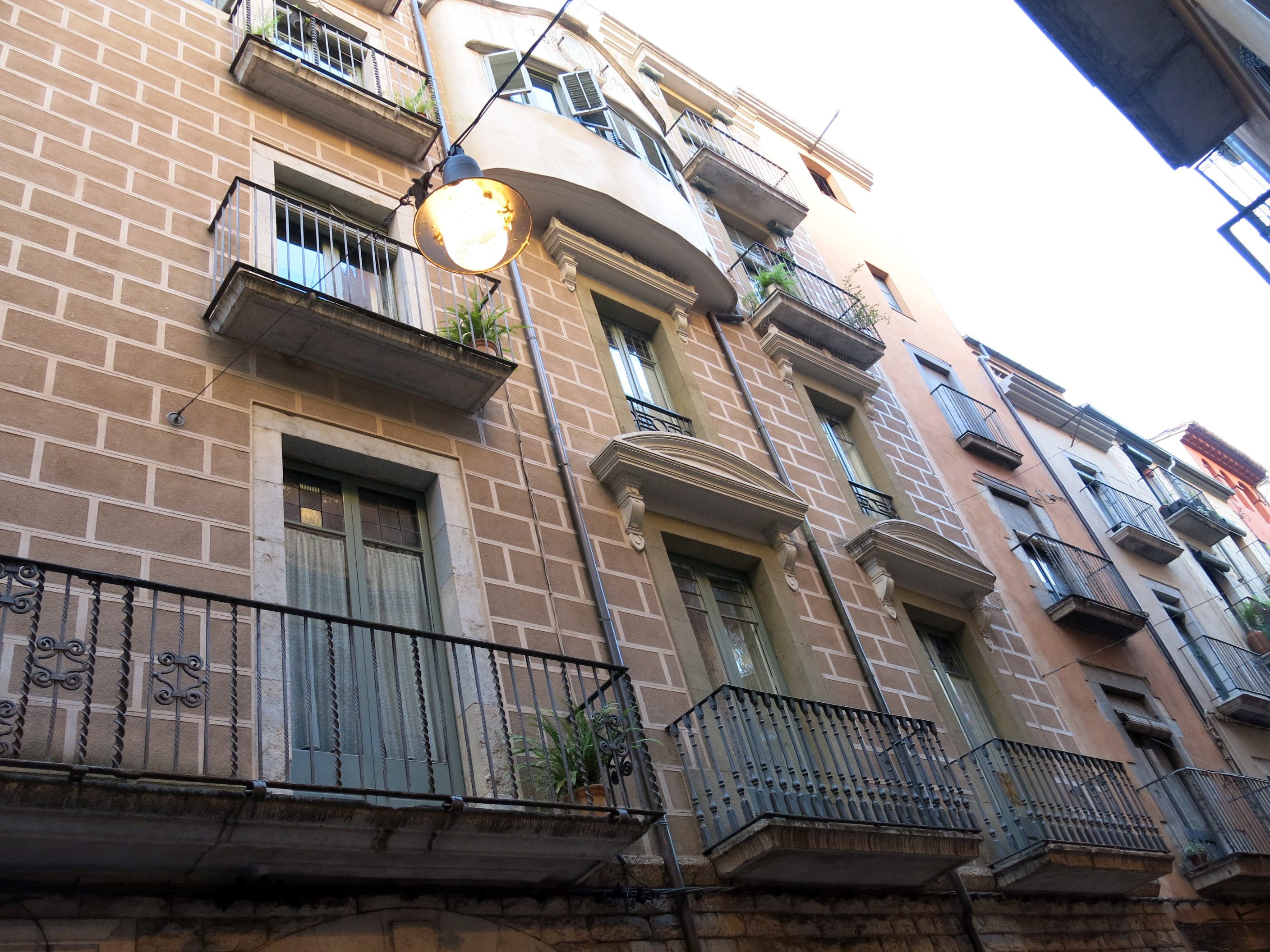
Fachada de la Casa Masó en la Calle Ballesteries, Gerona.

Entre 1910 y 1918 Rafael Masó Valentí reformó la casa familiar en dos etapas diferentes. Durante los años 1910-1912 unificó las fachadas del río y de la calle Ballesteries, correspondiente a los números 31, 33 y 35. En el interior diseñó el comedor y las cristaleras, la escalera interior de madera y la claraboya del segundo piso. También dibujó varios objetos interiores, como por ejemplo la lámpara y parte de los muebles del comedor, las jardineras de la galería y algunas piezas textiles. El año 1918 volvió a reformar la casa para su hermano Santiago Masó, el cual había comprado el número 29. Fue el momento de reformar y finalizar, totalmente, las dos fachadas. Además, también diseñó el bufet del comedor, el despacho de abogado y el baño del segundo piso. Posteriormente volvió a reformar el tercer piso, diseñando mobiliario para su hermano Joan Masó. 

## Obras de arte

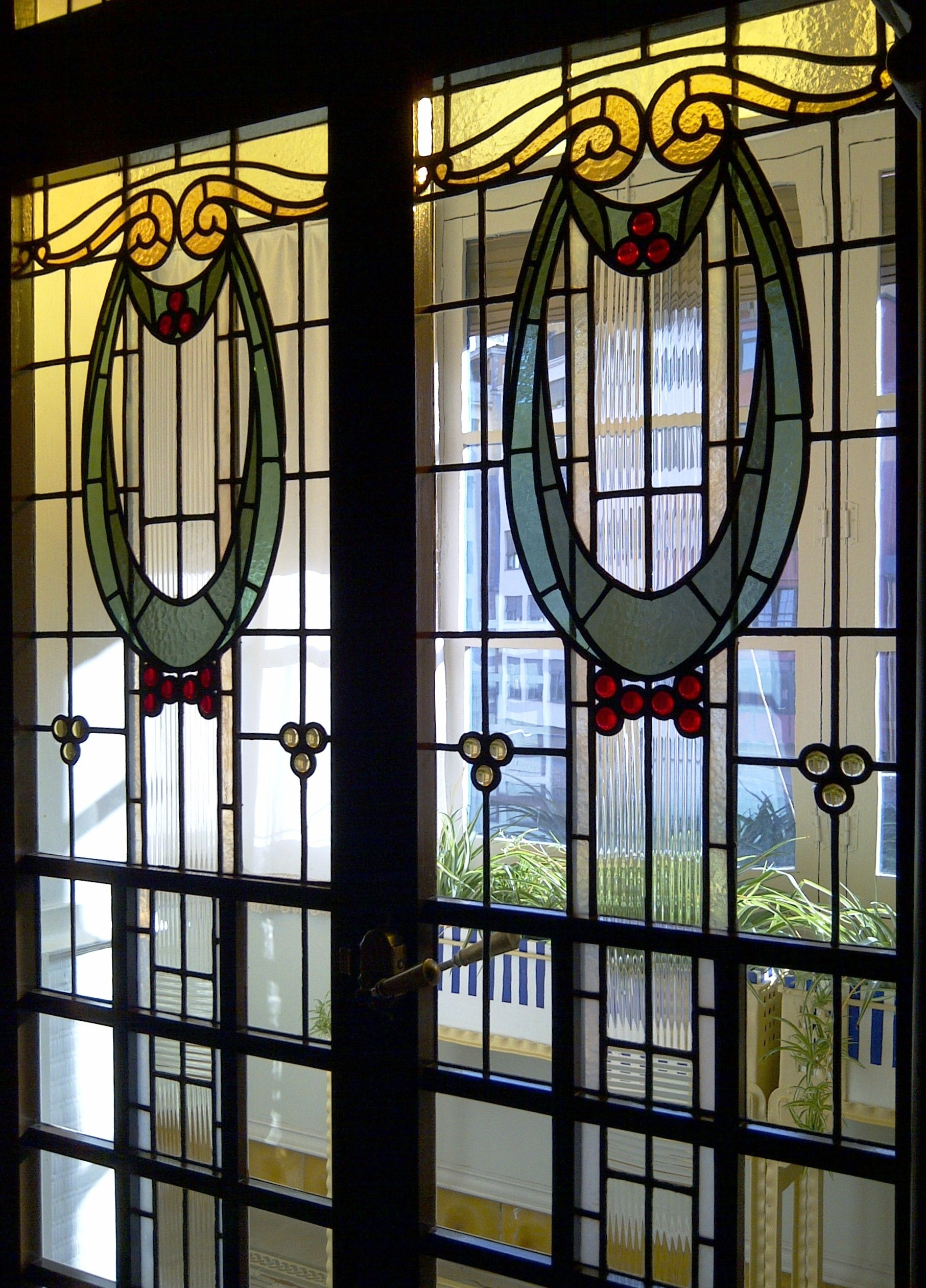
Interior de Casa Masó.

Durante el siglo y medio de historia de los Masó y de su casa familiar, y especialmente durante los últimos cien años, la casa se ha enriquecido con un conjunto de obras de arte debido a la actividad artística familiar, su gusto por el coleccionismo y las relaciones personales con otros artistas contemporáneos.  
Desde 2006, la Casa Masó es propiedad del Ayuntamiento de Gerona y está gestionada por la Fundació Rafael Masó. Desde abril de 2012 está abierta al público y se puede visitar.